# 君王后
君王后（？—前249年），是戰國時代田齊的亡國君田建的太后、齊襄王的王后。

## 生平
根據《戰國策》記載，君王后本姓，是當時太史敫的女兒。當時齊國在濟西之戰被樂毅攻陷，齊湣王被殺，全國只餘下莒和即墨二城。太子田法章逃亡到莒，化名在太史家擔當園丁。君王后當時感覺到太子的非凡身份，表示要嫁，但父親極力反對。不過二人卻私訂終身，並生下兒子田建。這在當時是令人不齒的。後來田單在即墨之戰破燕軍，迎立太子回朝，是為齊襄王，君王后亦成為了王后。太史敫闻讯大怒说：“女不取媒因自嫁，非吾种也，污吾世。”认为女儿竟然在未经父母之言、媒妁之命的情况下私订终身，大违礼道，更表示不愿承认太史家有此逆女，与女儿断绝关系，终身不往来。
由於她的特殊姓氏，當了王后之後，不能被稱為“后后”，所以歷史上把她稱之為“君王后”。君王后参与朝政，辅佐齊襄王。前265年，齊襄王離世後，君王后協助田建執政。在她輔政的三十多年，田齊一直都很太平，她對秦國非常謹慎，但亦對其餘五國信任。所以三十多年來齊國都沒有受到秦國及其他五國的威脅。但對於這四十年的太平，不同時代的人有不同的意思。蘇東坡認為君王后能在六國紛擾之時，為國家帶來三十多年的和平，是一項大的德政；但何景明認為，這四十年的和平其實是建基於其餘五國的犧牲，因為有這五國為田齊阻擋強秦，田齊才可以享有和平，但君王后對秦王政處處忍讓，對五國不施以援手，才讓強秦有機會統一六國。
君王后死後，君王后的族弟勝執政。但后勝是一個貪官，不斷收受秦國的賄賂，因而勸齊王建不要對其餘五國施加援手，到五國滅亡之後，齊國亦很快滅亡。

## 相关典故
秦昭襄王曾派使臣给君王后一副玉连环，说：“齐国人都很聪明，但能解开这个玉连环吗？”君王后把玉连环拿给群臣看，群臣没有人知道如何解开。王后拿起一把锤子把它敲破，告诉秦王的使者说：“已经解开了。”
当君王后病危快死时，她告诫齐王建说：“群臣中某某人可以任用。”齐王建说：“请把他们的名字写下来。”君王后说：“好。”于是，齐王取笔和木简要她写下遗言。君王后却说：“我已经忘记了。”

## 參见
1. ↑  《战国策·齐策六·齐闵王之遇杀》